# Elisabeth Stiepl
Elisabeth Theodora Maria Barbara Wilhelmine Stiepl (* 27. Februar 1921 in Wien; † 4. Mai 2007 in Neulengbach) war eine österreichische Schauspielerin.

## Leben und Wirken
Die Tochter des Beamten Otto Stiepl und seiner Frau Wilhelmine, geb. Seewald, begann ihre Schauspielkarriere in den frühen 1950er Jahren mit Auftritten in verschiedenen Schwarzweißfilmen. Im Lauf der folgenden Jahrzehnte verkörperte sie meist Nebenfiguren in typisch österreichischer Unterhaltungsware. Bis 2001 war sie insgesamt in etwa 100 Produktionen zu sehen.
Von 1948 bis zu dessen Tod 2002 war Elisabeth Stiepl mit dem Schauspieler und Filmproduktionsleiter Karl Schwetter verheiratet. Sie starb 2007 in einem Pflegeheim in Neulengbach und wurde im Familiengrab auf dem Heiligenstädter Friedhof beigesetzt.

## Filmografie (Auswahl)
- 1951: Zwei in einem Auto
- 1952: Hannerl
- 1954: Weg in die Vergangenheit
- 1955: Das Lied von Kaprun
- 1956: Wo die Lerche singt
- 1957: Noch minderjährig (Unter Achtzehn)
- 1958: Der Priester und das Mädchen
- 1958: Im Prater blüh’n wieder die Bäume
- 1959: Wenn das mein großer Bruder wüßte
- 1960: Meine Nichte tut das nicht
- 1961: Saison in Salzburg
- 1961: Mariandl
- 1961: Im schwarzen Rößl
- 1962: Drei Liebesbriefe aus Tirol
- 1962: Das süße Leben des Grafen Bobby
- 1962: Ein Gruß aus Wien (Almost Angels)
- 1963: Ein Alibi zerbricht
- 1963: Maskenball bei Scotland Yard
- 1963: Unsere tollen Nichten
- 1964: Hilfe, meine Braut klaut
- 1965: Ruf der Wälder
- 1965: … und sowas muß um 8 ins Bett
- 1966: Der Mörder mit dem Seidenschal
- 1966: Oberinspektor Marek (Folge 1x04 Tödlicher Unfall)
- 1966: 00Sex am Wolfgangsee
- 1968: Ein dreifach Hoch dem Sanitätsgefreiten Neumann
- 1970: Das Kamel geht durch das Nadelöhr
- 1970: Unsere Pauker gehen in die Luft
- 1970: Frau Wirtin treibt es jetzt noch toller
- 1971: Hochwürden drückt ein Auge zu
- 1971: Und Jimmy ging zum Regenbogen
- 1973: Das Wandern ist Herrn Müllers Lust
- 1973: Gott schützt die Liebenden
- 1975: Maghrebinische Geschichten
- 1975: Totstellen
- 1976: Tatort – Annoncen-Mord (Fernsehreihe)
- 1978: Tatort – Mord im Krankenhaus
- 1982: Tatort – Mordkommando
- 1984: Tatort – Der Mann mit den Rosen
- 1986: Tatort – Der Tod des Tänzers
- 1994: Die Knickerbocker-Bande: Das sprechende Grab
- 2000: Komm, süßer Tod
- 2001: Edelweiß